# Mer agitée à Pourville
Mer agitée à Pourville è un dipinto ad olio su tela realizzato da Claude Monet nel 1882, raffigurante una tempesta sulla costa normanna. Con dimensioni di 59,5 x 73,5 cm, questa opera è l'unica scena di spiaggia di Monet a ritrarre la Normandia durante la stagione invernale.
Il dipinto rappresenta un raro esempio di Monet mentre esplora la forza turbinante degli elementi naturali in inverno, con le sue onde tumultuose e il cielo tempestoso.

## Storia
Nel 1880, Monet visitò il fratello a Petites-Dalles, in Normandia, iniziando un periodo artistico che lo portò a esplorare le coste della regione, tra cui Fécamp e Pourville. Questi paesaggi divennero il soggetto di numerosi dipinti che rielaboravano e ridefinivano il genere della marina, grazie anche all'influenza di Eugène Boudin, che aveva introdotto Monet alla pittura del mare. Il soggiorno a Pourville, nel 1882, fu particolarmente significativo, poiché l'artista dipinse il mare tempestoso per la prima volta durante l'inverno. Tuttavia, solo Mer agitée à Pourville sopravvive come testimonianza di quel periodo.
Nel 1882, Monet partecipò alla "7ª mostra di artisti indipendenti" a Parigi, dove furono esposte diverse opere della serie dei paesaggi marini della Normandia. Il dipinto suscitò l'apprezzamento dei critici, come Ernest Chesneau, che lodò la capacità di Monet di trasmettere l'illusione della potenza del mare. Nel 1883, Monet vendette probabilmente l'opera a Paul Durand-Ruel, gallerista che fu un sostenitore fondamentale dell'Impressionismo.
Nel corso degli anni, Mer agitée à Pourville è passata attraverso diverse collezioni. Dopo essere stata venduta nel 1916 durante un'asta a New York, fu acquistata dalla collezionista Catholina Lambert. Successivamente, il dipinto ha cambiato proprietario in aste tenutesi nel 1957 e nel 2001.

## Descrizione
Il dipinto mostra il mare in tempesta con onde che si infrangono sulla spiaggia sassosa, dipinta in toni scuri di blu e marrone rossastro. La schiuma bianca si mescola alle sfumature di verde, turchese e blu che animano l'acqua turbolenta. Sullo sfondo, la scogliera si erge verticalmente, mentre il cielo, carico di nuvole temporalesche, si estende verso est. Due navi all'orizzonte sono le uniche tracce di attività umana in un paesaggio altrimenti selvaggio e naturale. Monet cattura la potenza e l'intensità degli elementi, mettendo lo spettatore al centro della scena, immerso nel caos della tempesta.
Il dipinto incarna non solo la maestria di Monet nella rappresentazione della luce e del movimento, ma anche la sua continua ricerca nell'immortalare il dinamismo della natura, diventando un capolavoro della sua carriera impressionista.